# Curvularia verrucosa
Curvularia verrucosa är en svampart som beskrevs av Sivan. 1992. Curvularia verrucosa ingår i släktet Curvularia och familjen Pleosporaceae.   Inga underarter finns listade i Catalogue of Life.